# Palazzo dei Normanni

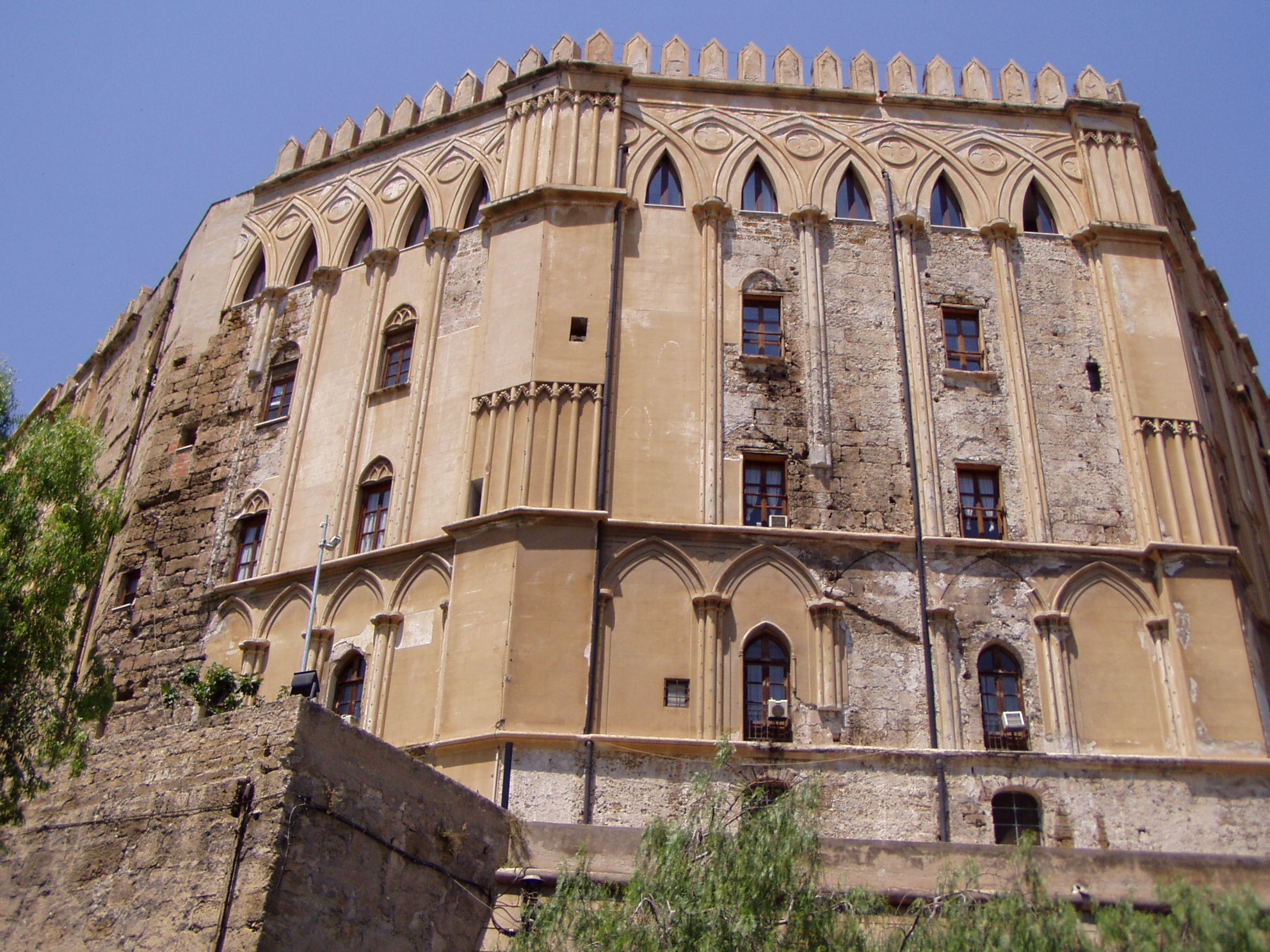
Normannischer Teil

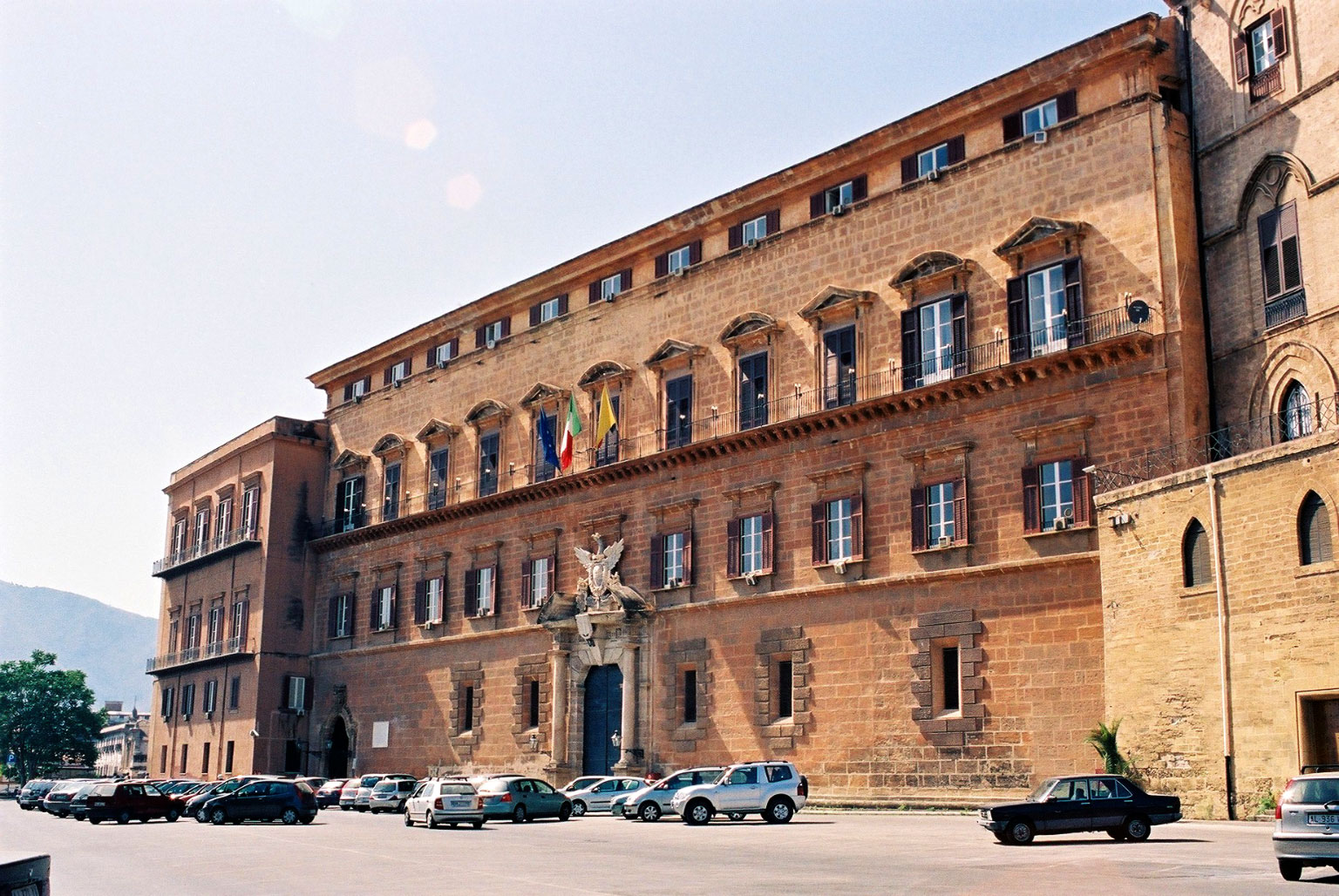
Renaissanceflügel

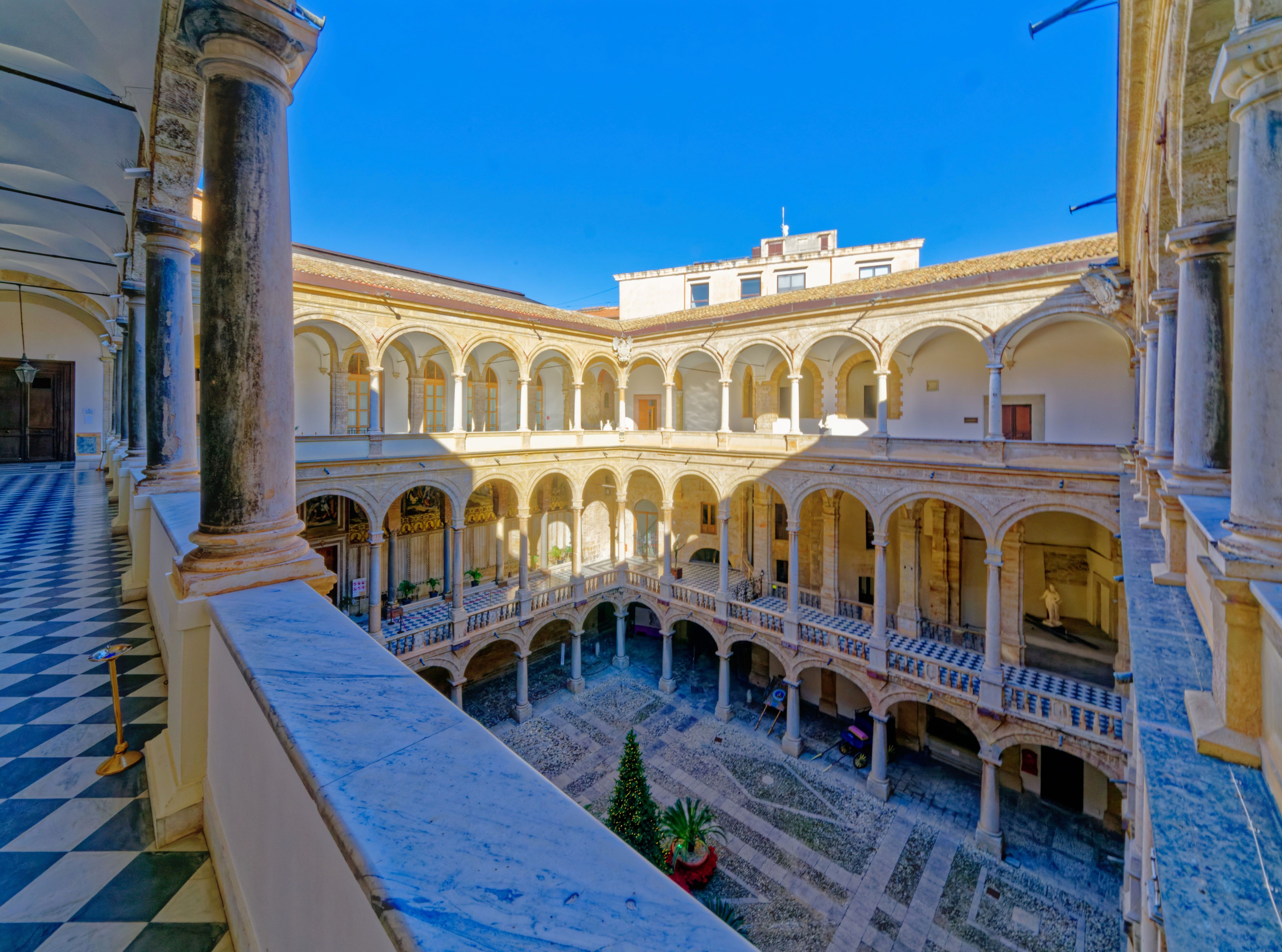
Innenhof

Der Palazzo dei Normanni („Normannenpalast“), auch Palazzo Reale („königlicher Palast“) genannt, ist ein Schloss in Palermo. Der Palast steht an der höchsten Stelle des mittelalterlichen Stadtgebiets.

## Geschichte
Die ältesten Teile der Anlage auf einer Erhebung zwischen zwei Flussläufen sind noch phönikisch-karthagischer Herkunft (800 v. Chr.). Nach der Eroberung Siziliens durch die Normannen baute ab 1130 n. Chr. Roger II. diese Residenz und machte sie zu seinem Regierungssitz, in dem dann die normannischen Könige von Sizilien residierten. Daher stammt der Name Palazzo reale (Königspalast) bzw. Palazzo dei Normanni (Normannenpalast). Er gehört zusammen mit insgesamt 7 Bauwerken der Zeit seit 2015 zum UNESCO-Weltkulturerbe.
Nach dem Ende der politischen Unabhängigkeit Siziliens verfiel der Palast, da die Vizekönige Siziliens zunächst im Palazzo Chiaramonte residierten. Erst im 16. Jahrhundert bauten sie den alten Normannenpalast um und verlegten ihren Sitz dorthin. Bei diesem Umbau wurden drei der vier Türme des Normannenpalasts abgerissen. Der Ostflügel erhielt eine neue Fassade und einen Innenhof im Renaissancestil. Auf der verbliebenen Torre Pisana wurde 1790 eine Sternwarte eingerichtet. Wegen der Besetzung Neapels durch napoleonische Truppen diente der Palast von 1798 bis 1814 als Residenz des Königshauses Bourbon-Sizilien. Nach dem Anschluss Siziliens an Italien beherbergte der Palast staatliche Behörden und militärische Kommandostellen. Seit 1947 ist der Palast Sitz des Parlaments von Sizilien.

## Das Äußere
Auf der Südseite zur Via del Bastione und auf der Westseite zur Piazza Indipendenza hin erhebt sich das Gelände des Palastes über mächtigen Grundmauern über das Straßenniveau. Auf der Nordseite schließt sich an den Palast die Porta Nuova an, die Karl V. nach seinem Sieg in Tunis anstelle des alten Stadttores errichtete. Auf der Ostseite liegt vor dem Palast die Piazza del Parlamento, die in die Piazza della Vittoria mit der Parkanlage „Villa Bonanno“ übergeht.
An einigen Stellen ist noch die alte Fassade aus der Normannenzeit erhalten, die mit Blendarkaden verziert ist. An der Piazza del Parlamento liegt die Torre Pisana, der letzte erhaltene Turm aus der Normannenzeit. An ihn schließt sich nach Süden die Renaissancefassade an, die das Aussehen der Ostseite des Palastes prägt. In ihrer Mitte befindet sich ein großes Portal, das den offiziellen Eingang bildet. Der Zugang für Besichtigungen befindet sich dagegen auf der Westseite an der Piazza Indipendenza.

## Das Innere

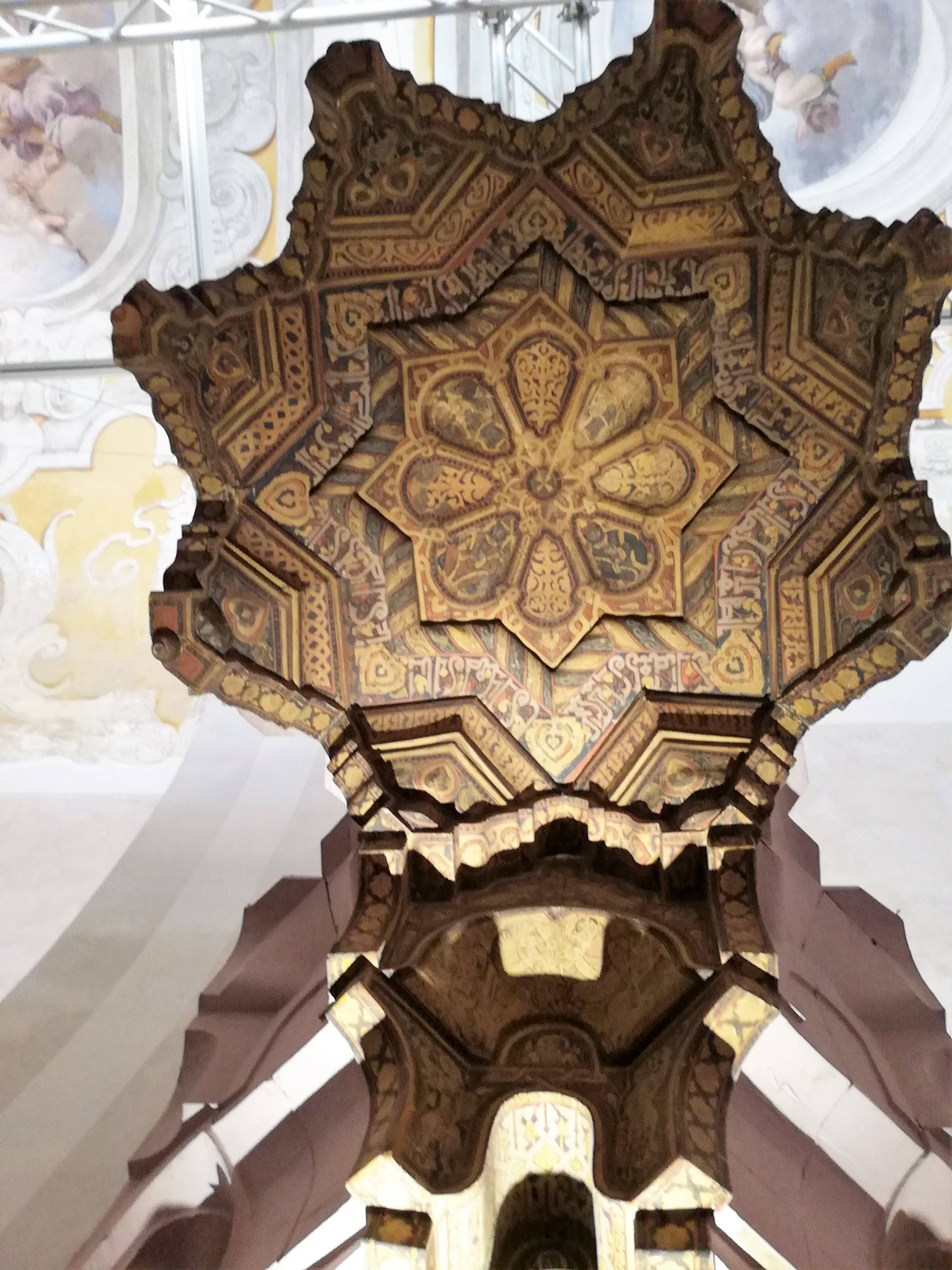
Freigelegte Teile des arabischen Deckengewölbes in einem der Säle des Herzogs von Montalto

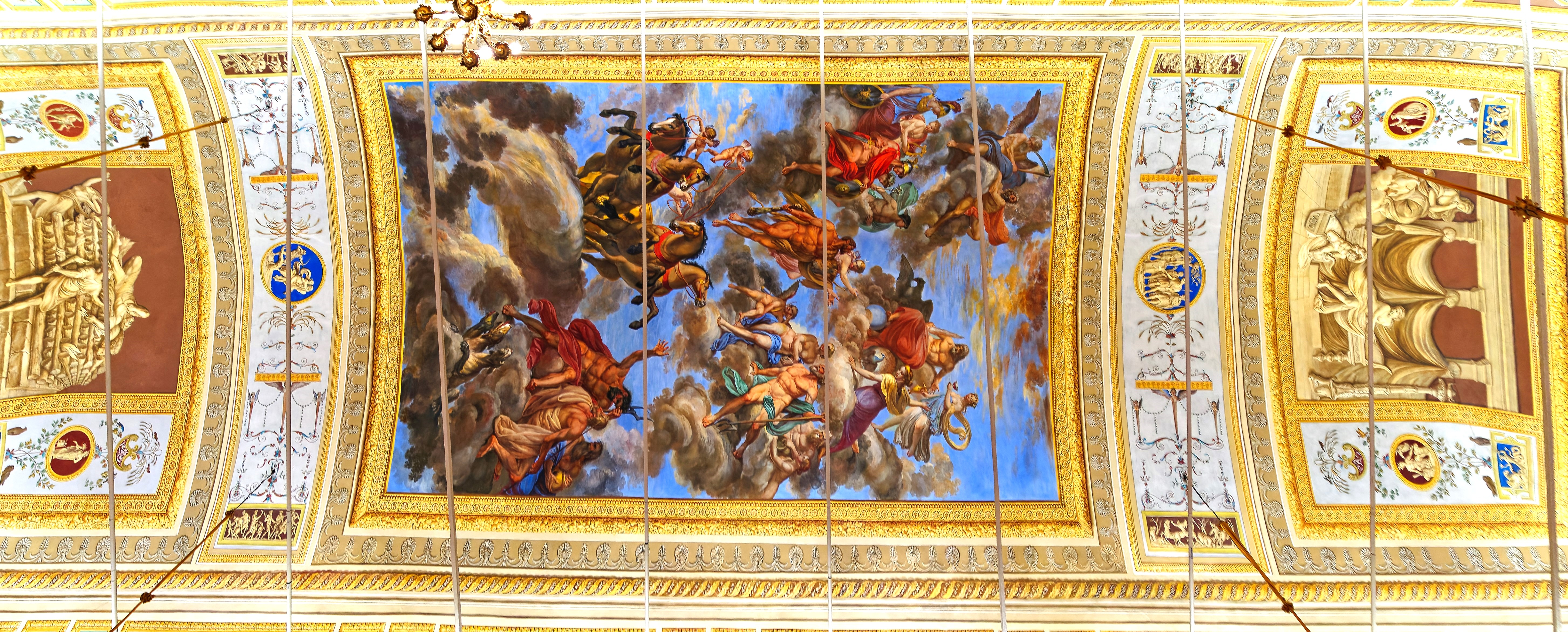
Decke mit Fresco von Giuseppe Velazques im Herkulessaal

Sowohl der Haupteingang als auch der Besuchereingang führen in einen Innenhof mit Renaissancearkaden, der zwischen 1598 und 1601 auf Anordnung des Vizekönigs Bernardino de Cárdenas, Herzog von Maqueda, errichtet wurde und nach ihm benannt ist. Die Mosaiken im ersten Stock stammen aus dem 19. Jahrhundert, nur an einem der Bögen haben sich Reste der Originaldekoration erhalten. Entlang der Nordseite des Hofs im ersten Stock erstreckt sich die Cappella Palatina, die von Roger II. im arabisch-byzantinisch-normannischen Stil errichtete Hofkapelle, deren Wände über und über mit Goldgrundmosaiken bedeckt sind.
Der Teil des Palastes, der vom Sizilianischen Parlament und der Regionalregierung genutzt wird, ist für die Öffentlichkeit nur über Führungen zugänglich. Der Sitzungssaal des Parlaments ist die „Sala di Ercole“ (Herkulessaal) vom Ende des 16. Jahrhunderts. Er wurde 1799 von Giuseppe Velazquez mit Fresken ausgemalt, die die Taten des Herkules darstellen.
Aus der Normannenzeit stammen noch die „Sala dei Venti“ (Saal der Winde) und die „Stanza di Ruggero“ (das Zimmer des Roger). Der Saal der Winde ist ein quadratischer Raum, dessen Decke von Säulen und Spitzbögen getragen wird. Ursprünglich war er ein offenes Atrium. Auf jeder der vier Seiten gibt es eine Türe. Eine davon führt in das Zimmer des Roger. Die Raumausstattung wurde ca. 1160 unter Wilhelm I. ausgeführt. Die Wände sind mit Marmor getäfelt, darüber sind die Wände mit Goldgrundmosaiken bedeckt, ähnlich wie in den Kirchen dieser Zeit (Cappella Palatina, La Martorana, Kathedrale von Monreale). Die Mosaiken stellen Bäume und Tiere dar, die sich symmetrisch gegenüberstehen. Außerdem sind eine Jagszene und kämpfende Zentauren abgebildet. Das Zimmer hat ein Kreuzgewölbe, das ebenfalls mit Mosaiken bedeckt ist. In Räumlichkeiten, die in der Renaissancezeit umgestaltet wurden, hat man in letzter Zeit an wenigen Stellen Teile des arabischen Deckengewölbes freigelegt, die hinter dem Stuck verborgen waren.

## Ausgrabungen

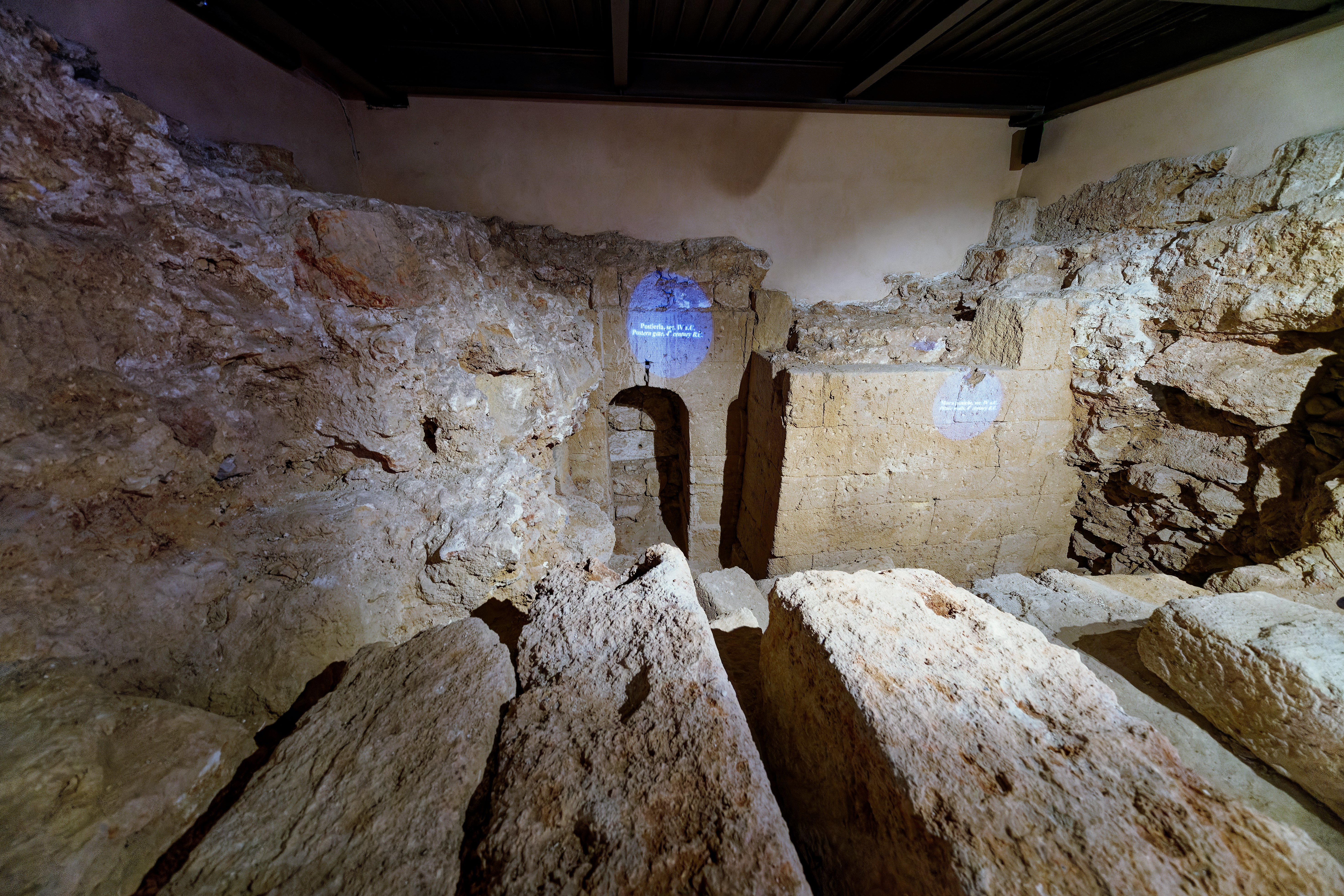
Römische und punische Stadtmauern unter dem Normannenpalast

Unter dem Normannenpalast wurden Ausgrabungen durchgeführt, bei denen antike Stadtmauern aus der Zeit der Punier und der Römer freigelegt wurden. Ein Teil dieser Ausgrabungen ist öffentlich zugänglich.